# Deltebre (kommun)

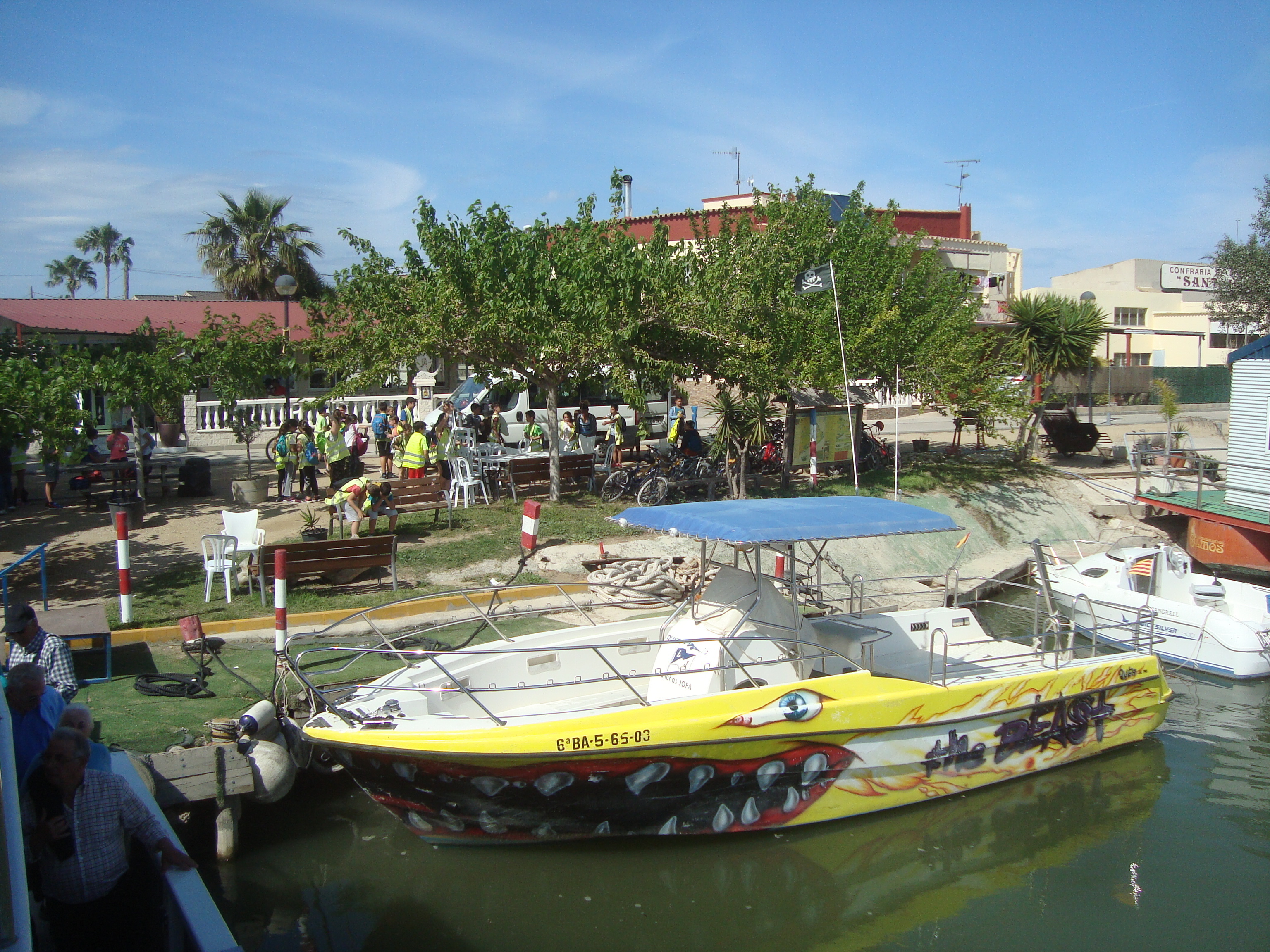
Deltebre.

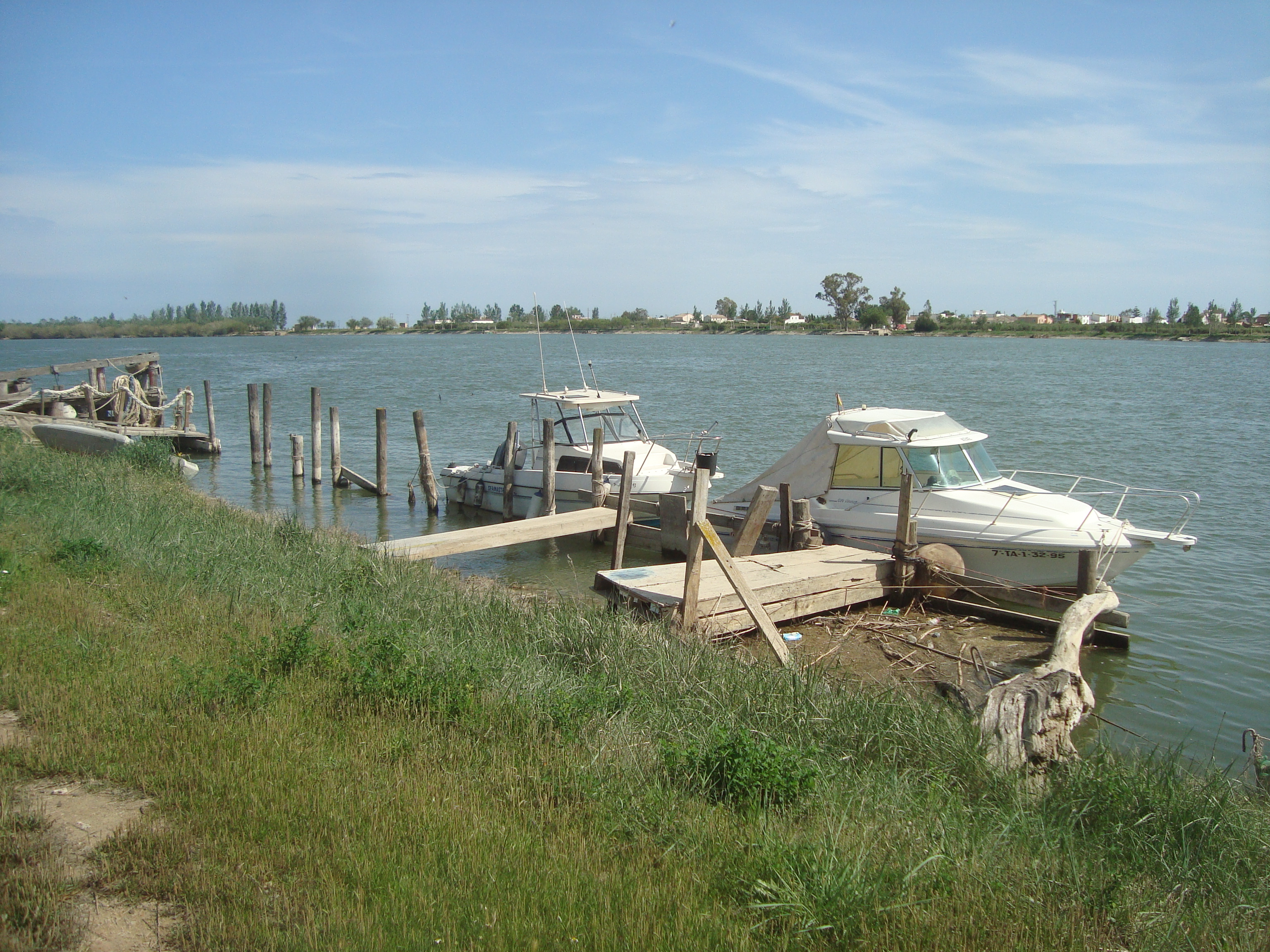
Riu Ebre (Deltebre, Tarragona).

Deltebre är en kommun i Spanien.   Den ligger i provinsen Província de Tarragona och regionen Katalonien, i den östra delen av landet, 400 km öster om huvudstaden Madrid. Antalet invånare är 12 316.